# Die Quiz Show
Die Quiz Show war eine Quizsendung, die von 2000 bis 2004 auf Sat.1 ausgestrahlt wurde. Sie war eine deutschsprachige Adaptation des US-amerikanischen Originals It's Your Chance of a Lifetime und übernimmt dessen Regeln unverändert, abgesehen vom möglichen Maximalgewinn. Die italienische Version hieß Quiz Show - L'occasione di una vita und wurde von Oktober 2000 bis Januar 2002 ausgestrahlt.

## Regeln
Die Regeln der Sendung unterschieden sich in mehreren Punkten von denen anderer Quizshows.
Es gab keine festen Gewinnstufen wie etwa bei Wer wird Millionär?. Von dem vor jeder Frage bisher erspielten Geld wurde ein Teilbetrag gesetzt, um den bei der nächsten Frage gespielt wurde. Wurde diese richtig beantwortet, wurde der gesetzte Betrag dazu addiert und der Kandidat durfte weiterspielen. Beantwortete er die Frage falsch, wurde der gesetzte Betrag abgezogen und der Kandidat schied mit dem verbleibenden Geld aus. Idealerweise waren so 256.000 € (zu Beginn 512.000 DM) nach zehn richtig beantworteten Fragen zu gewinnen.
Der Kandidat musste sich vor jeder Frage entscheiden, ob er weiterspielen wolle oder nicht. Um ihm die Entscheidung zu erleichtern, gab der Moderator die Kategorie vor dem Setzen bekannt. Ein späteres Aussteigen war nicht möglich. Es gab keine feste Zahl an Antwortmöglichkeiten: Mit jeder Frage nahm die Zahl der vorgegebenen Möglichkeiten um eine weitere Antwortmöglichkeit zu, bis bei der letzten Frage zwischen 10 Antwortmöglichkeiten gewählt werden musste. Als Joker konnte der Kandidat eine Frage vor dem Stellen gegen eine der Kategorie seiner Wahl tauschen.
Eine Sonderstellung nahmen die Fragen 1, 2 und (zeitweilig) 5 ein. 
- Bei der ersten Frage erhielt der Kandidat kein Geld auf sein Konto, sondern konnte durch das richtige Beantworten der Frage (im Gegensatz zu allen späteren Stufen ohne vorgegebene Antwortmöglichkeit) die Zahlung einer von ihm mitgebrachten Rechnung o. ä. durch den Sender erreichen. Dies galt auch dann noch, wenn der Kandidat später ausschied. Die Rechnung wurde anschließend symbolkräftig durch einen Aktenvernichter geschoben.
- Bei der zweiten Frage erhielt der Kandidat sein Startkapital von 2.000 DM (bzw. 1.000 €), wenn er sie korrekt beantwortete.
- Bei der fünften Frage wurde zusätzlich jemand per Telefon an der Frage beteiligt, welcher dadurch eine Geldsumme gewinnen konnte, die vom Einsatz des Studiokandidaten abhing. Der Kandidat durfte das Bundesland seines "Partners" wählen, den Ort bestimmte ein Zufallsgenerator. Beide Gefragten mussten eine Antwort abgeben, wobei der "Telefonist" zuerst an der Reihe war. Dem Studiokandidaten stand es frei, sich dessen Meinung anschließen oder anders zu wählen. Ab der sechsten Frage spielte er dann wieder alleine.

## Sendetermine
Die Sendung lief nahezu fünf Jahre lang im Vorabendprogramm des Privatsenders Sat.1. Ab dem 14. Juni 2004 wurden zudem überwiegend Wiederholungen, aber auch Erstausstrahlungen, im Vormittagsprogramm gezeigt. 2004 wurde die Sendung wegen zu niedriger Einschaltquoten abgesetzt. Zwischen März 2005 und Dezember 2007 zeigte der Quizsender 9Live in unregelmäßigen Abständen Wiederholungen der Show.